# Acidente de balão de ar quente em Lockhart em 2016
Em 30 de julho de 2016, dezesseis pessoas morreram quando o balão de ar quente em que estavam incendiou e caiu na comunidade de Maxwell, próximo a cidade estadunidense de Lockhart, Texas, cidade localizada a 30 milhas (50 km) a sul da capital estadual, Austin. É o mais mortal acidente de balonismo nos Estados Unidos, e o segundo mais letal em todo o mundo, ficando atrás apenas do acidente de Luxor em 2013.

## Aeronave
A aeronave envolvida foi um balão de ar quente controlado pela companhia Heart of Texas Balloon Ride, que serve à população na área metropolitana de Austin.

## Acidente
Pelas 07:40, hora local (12:40 UTC), o balão caiu num campo perto de Lockhart, Texas. Todas as dezesseis pessoas que estavam a bordo morreram. O balão desceu perto de linhas de eletricidade e o cesto do balão estava em chamas quando os serviços de emergência chegaram ao local. Os serviços de emergência foram alertados às 07:44 sobre "um possível acidente de veículo". Após a chegada, a equipa de emergências disse que era "evidente" que o fogo relatado foi na cesta do balão de ar quente. Testemunhas disseram ter ouvido dois "estouros", que pensaram em ser uma arma a cair. Relatórios disse que o balão perdeu o contato cerca de meia hora, dentro do tempo previsto de uma hora de voo. Acredita-se que o balão colidiu com as linhas de energia.

## Investigação
A Administração Federal de Aviação enviou pesquisadores para o local. O National Transportation Safety Board (NTSB) assumiu a investigação a partir deles. A Agência Federal de Investigação (FBI) está no local para a obtenção de provas para a investigação da NTSB. O evento foi designado de "acidente grave" pelo NTSB.
O Departamento de Segurança Pública do Texas disse, numa "teoria preliminar de trabalho", que os investigadores acreditam que o balão de ar quente atingiu as linhas de energia e pegou fogo.